# Cantó de Saint-Germain-du-Bois
El cantó de Saint-Germain-du-Bois és un cantó francès del departament de Saona i Loira, situat al districte de Louhans. Té 13 municipis i el cap és Saint-Germain-du-Bois.

## Municipis
- Bosjean
- Bouhans
- Devrouze
- Diconne
- Frangy-en-Bresse
- Mervans
- Le Planois
- Saint-Germain-du-Bois
- Sens-sur-Seille
- Serley
- Serrigny-en-Bresse
- Le Tartre
- Thurey

## Història
| Data d'elecció                           | Identitat        | Partit                     | Qualitat |
| ---------------------------------------- | ---------------- | -------------------------- | -------- |
| 1945-1946                                | Marcel Deprés    |                            |          |
| 1946-1949                                | Georges Henry    |                            |          |
| 1949-1967                                | M. Moudens       | radical                    |          |
| 1967-1979                                | Maurice Berthoux | Divers droite, després UDF |          |
| 1979-1985                                | Daniel Berthoux  | Sense etiqueta             |          |
| 1985-2004                                | François Moreau  | divers droite, després UMP |          |
| 2004-                                    | Jean-Luc Vernay  | PS                         |          |
| les dades anteriors no són pas conegudes |                  |                            |          |
|                                          |                  |                            |          |

## Demografia
| A partir de 1990: Població sense dobles comptes |